# Culladia paralyticus
Culladia paralyticus là một loài bướm đêm trong họ Crambidae.